# Segovesos
Segovesos est un notable gaulois, mentionné dans l’Histoire romaine de Tite-Live. Il est considéré comme légendaire, son historicité n’étant pas avérée. Son nom se compose du préfixe sego (qui signifie force ou victoire) et du suffixe vesos (qui signifie valable, bon ou digne) le tout signifiant alors « digne de victoire, ou force bonne ».

## Légende selon Tite-Live
Au VIe siècle av. J.-C. le roi Ambigatos règne sur le peuple celte des Bituriges, qui compte de nombreux peuples clients. Pour des raisons démographiques, une partie de ces peuples doit rechercher de nouveaux territoires. Cette mission est confiée aux neveux du roi  Bellovesos et Segovesos. Le premier passe les Alpes et s’installe dans le nord de l’Italie où les Gaulois sont à l’origine de la fondation de Milan. Le second prend la direction de la forêt Hercynienne.
Selon Venceslas Kruta, il s’agit probablement d’un mythe fondateur, dont l’origine proviendrait d’un autre peuple celte, les Insubres, qui occupait les territoires de l’actuelle Lombardie.
« Pour ce qui est du passage des Gaulois en Italie, voici ce qu'on en raconte : à l'époque où Tarquin l'Ancien régnait à Rome, la Celtique, une des trois parties de la Gaule, obéissait aux Bituriges, qui lui donnaient un roi. Sous le gouvernement d'Ambigatus, que ses vertus, ses richesses et la prospérité de son peuple avaient rendu tout-puissant, la Gaule reçut un tel développement par la fertilité de son sol et le nombre de ses habitants, qu'il sembla impossible de contenir le débordement de sa population. Le roi, déjà vieux, voulant débarrasser son royaume de cette multitude qui l'écrasait, invita Bellovèse et Ségovèse, fils de sa sœur, jeunes hommes entreprenants, à aller chercher un autre séjour dans les contrées que les dieux leur indiqueraient par les augures : ils seraient libres d'emmener avec eux autant d'hommes qu'ils voudraient, afin que nulle nation ne pût repousser les nouveaux venus. Le sort assigna à Ségovèse les forêts Hercyniennes ; à Bellovèse, les dieux montrèrent un plus beau chemin, celui de l'Italie. Il appela à lui, du milieu de ses surabondantes populations, des Bituriges, des Arvernes, des Éduens, des Ambarres, des Carnutes, des Aulerques ; et, partant avec de nombreuses troupes de gens à pied et à cheval, il arriva chez les Tricastins. Là, devant lui, s'élevaient les Alpes [...] 

Pour eux, ils franchirent les Alpes par des gorges inaccessibles, traversèrent le pays des Taurins, et, après avoir vaincu les Étrusques, près du fleuve Tessin, ils se fixèrent dans un canton qu'on nommait la terre des Insubres. Ce nom, qui rappelait aux Éduens les Insubres de leur pays, leur parut d'un heureux augure, et ils fondèrent là une ville qu'ils appelèrent Mediolanum. »
— Tite-Live, Histoire romaine - Livre V, 34.

## Hommage
L'astéroïde (25340) Segovesos, découvert en 1999, est nommé en son honneur.